# エドウィン・ハーバート・ランド
エドウィン・ハーバート・ランド（Edwin Herbert Land, 1909年5月7日 - 1991年3月1日）は、アメリカの科学者・発明家であり、米ポラロイドの創業者。安価に製造できる偏光フィルター、インスタントカメラなどを発明し、色覚についてのレティネックス理論を提唱した。

## 生涯
コネチカット州ブリッジポート生まれ。父はスクラップ工場を営むハリー・ランド、母はヘレン・ランドで、イングランドからのユダヤ人移民の子孫である。コネチカット州ノーウィッチの高校に通い、1927年卒業。後にランドの遺族が資金を提供して、その高校に彼の名を冠した図書館が建設されている。その後ハーバード大学で化学を学ぶ。しかし1年後にハーバードを中途退学し、ニューヨークに向かった。
ニューヨークに出てきたランドは安価に製造できる偏光フィルターを発明し、ポラロイドと名付けた。教育機関に所属していたわけではないので、適当な研究施設もない状態で開発に苦労していた。そこでコロンビア大学の研究所に夜中に忍び込んで、こっそり実験器具などを使っていたという。また、ニューヨーク公共図書館を利用して偏光についての科学知識を磨いた。そして、偏光性のある物質の単結晶を大きく成長させるのではなく、偏光性の微小な結晶を整列させたフィルムを製造できることを発見した。
その後、ハーバード大学に戻った。しかし卒業することはなく、学位も得られなかった。問題の解が頭の中に浮かんだだけで満足し、それを書き出して他人に証明する気が失せるという困った性格だった。よく彼の妻が宿題の答えをランドから聞きだして書き、落第しないよう世話をしていた。1986年王立協会外国人会員選出。1991年3月1日、ケンブリッジで死去。死後、助手が彼の個人的なノートなどを切り刻んだ。ケンブリッジの墓地に埋葬された。

### ポラロイド
1932年、ハーバードでの物理学教師ホイールライトと共にランド-ホイールライト研究所を創設し、偏光技術の事業化に着手した。ホイールライトは家族から資金を得て出資している。間もなく偏光フィルターを使ったサングラスやレンズフィルターの開発で成功を収め、ウォール街の投資家から出資が得られるようになり、事業を拡大させていった。
1937年、ポラロイドに社名を変更。「ポラロイド」という商標名で偏光フィルムを開発・生産。当初の用途はサングラスと光学実験用が主だったが、様々な応用が生まれていった。例えば、1942年に登場した Wurlitzer 850 Peacock というジュークボックスではイルミネーションの色を変化させるのに偏光フィルムを使っている。また、フルカラーの立体映画を見るための眼鏡や液晶ディスプレイなどに使われている。第二次世界大戦中、ミサイルの自動制御システムの開発に従事し、暗視ゴーグル、ターゲットファインダー、受動的誘導爆弾、航空写真からカムフラージュした敵を探し出すVectographといった光学兵器の研究に携わる。
1947年2月21日、モノクロームの拡散転写法インスタントカメラとそのフィルムのデモンストレーションを行った。これは2年以内にランドカメラとして製品化された。ポラロイド社はこのカメラをまず60台生産し、うち57台を1948年のクリスマス前にボストンの百貨店で販売した。追加生産するまでそれらが売り切れるとは思ってもいなかったが、発売当日に57台全部と用意していたフィルムも全部売り切れた。
1950年には立体写真の研究成果を発表。
ポラロイド社では、その研究熱心さで知られていた。アイデアを思いつくと、あらゆる観点から実験を行い、ブレーンストーミングし、寝食を忘れて研究した。ある時は、18日間着替えずにいたという。ポラロイド社が大きくなると、ランドには交代制で助手たちがつくようになった。ランドは研究し続けているので、助手たちのチームが交代でついたのである。
親しい同僚エルカン・ブラウトは「ランドはどんな人物だったか? 彼を知ることはユニークな経験だった。彼は真の夢想家だった。彼は他者とは違った見方をする人で、それによってインスタント写真のアイデアも思いついた。骨惜しみをしない研究熱心な男で、似たような人々と働くのを楽しんでいた」と書いている。

### その後
1950年代、偵察機ロッキードU-2の革新的光学機能の設計に加わっている。また、2色の投影光だけであらゆる色相を表現できる two-color system を発見した（後に、さらに具体的に500nmと557nmの非常に狭い波長帯の光で同様の効果が達成できると気付いた）。これらの成果は後の色覚に関するレティネックス理論に取り入れられた。
1957年、ハーバード大学から名誉博士号を授与された。マサチューセッツ州ケンブリッジにはエドウィン・H・ランドの名を冠した通りがあり、かつてポラロイド社の建物がその通りに面していた。

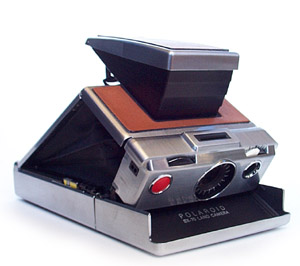
SX-70

1970年代に入ると色の恒常性と呼ばれる現象を説明するレティネックス理論を提唱。色の恒常性のデモンストレーションを行ったことで、一般にその概念を広めた。また拡散転写法天然色写真術を完成させ、1972年、非剥離式拡散転写印画法のSX-70として製品化した。1978年にはオートフォーカス機能を追加している。
ポラロイドの取締役会長ではあったが、経営者というよりも科学者であり、常に研究室で実験していた。正式には学位を取得していないが、科学者としての業績に敬意を表して従業員も友人も記者も彼をドクター・ランドと呼んだ。ただし例外としてウォール・ストリート・ジャーナルだけは決して「ドクター」をつけなかった。
ウォール街の投資家にとっては残念なことに、ランドは科学者および人道主義者として正しいと思うことに基づいて技術上・経営上の意思決定を行った。例えば、事業を始めた当初から女性研究者を雇い入れている。1968年にマーティン・ルーサー・キング・ジュニアが暗殺されると、ポラロイド社を率いてアファーマティブ・アクションの先頭に立った。
芸術も愛していた。研究所で約50cm×60cmという大判の写真が撮れるスタジオ用インスタントカメラを開発し、写真家にこれを自由に使わせ、見返りとして撮影した写真の一部をもらっていた。この慣習は会社が引き継ぎ、それらの作品がポラロイド・コレクションとなった。最終的には世界的写真家や芸術家の作品16,000点から24,000点が集まっており、アンセル・アダムス、ロバート・フランク、アンディ・ウォーホルらの作品もある。このコレクションは倒産したポラロイドの資産として2010年までは維持されていたが、その後大部分が売却され散逸した。
インスタントカメラでは成功を収めたが、Polavisionという映画撮影用インスタントカメラの開発で失敗し、1980年3月6日にポラロイド会長を辞任した。
引退後、Rowland Institute for Science を設立。

### 写真諜報活動への貢献
冷戦が始まったころ、写真を使った偵察・諜報活動のための様々な開発に重要な役割を果たしている。先述のU-2以外にも、偵察気球に搭載するカメラの開発、コロナなどの偵察衛星の開発、有人軌道実験室の開発などに関与した。ドワイト・D・アイゼンハワー大統領には、写真諜報活動についてしばしば助言した。

### 公職
ランドは次のような公職も務めた。
- 大統領の科学諮問委員会 (PSAC) の委員（1957 - 59年）。PSACのコンサルタント（1960 - 73年）。
- 大統領の対外諜報活動諮問委員会 (PFIAB) の委員（1961 - 77年）。
- テクノロジー、オートメーション、経済成長に関する国家委員会の委員（1964 - 66年）。
- Carnegie Commission on Educational Television の委員（1966 - 67年）。
- フォード財団理事（1967 - 75年）。

## 受賞歴
- 1935年 -  Hood Medal（英国王立写真協会）
- 1938年 - エリオット・クレッソン・メダル（フランクリン協会）
- 1956年 - ハワード・N・ポッツ・メダル（フランクリン協会）
- 1963年 - 大統領自由勲章
- 1965年 - IRIメダル（Industrial Research Institute）
- 1967年 - フレデリック・アイヴズメダル（アメリカ光学会）
- 1967年 - アメリカ国家科学賞
- 1971年 - リヒトマイヤー記念賞
- 1974年 - Vermilye Medal（フランクリン協会）、パーキンメダル（アメリカ化学工業会）
- 1977年 - 全米発明家殿堂選出(the National Inventors Hall of Fame)
- 1979年 - 国際光工学会ゴールドメダル
- 1988年 - アメリカ国家技術賞

ランドは正式な学位を取得していないが、ハーバード大学、イェール大学、コロンビア大学、カーネギーメロン大学、タフツ大学、ワシントン大学、マサチューセッツ大学、ブランダイス大学など多数の大学から名誉学位を授与されている。生涯に535の特許を取得している。